# Чкалове (Гомельський район)
Чкалове (біл. Чкалава) — село в Бобовицькій сільради Гомельського району Гомельської області Білорусі. 

## Географія

### Розташування
У 15 км на південь від Гомеля.

## Гідрографія
На річці Случь-Мильча (притока річки Сож).

## Транспортна система
Станом на 2004 рік у селі наявні 232 житлових будинки. Планування складається з криволінійної, меридіональної спрямованості, вулиці. Паралельно їй на заході проходять 3 короткі вулиці. Забудова двостороння, будинки дерев'яні, садибного типу. У 1987 році побудовано 50 цегельних будинків, в які були переселені жителі з забруднених після катастрофи на Чорнобильській АЕС територій.

## Історія

### У складі Великого князівства Литовського
Згідно з письмовими джерелами село відомо з XVIII століття як село Жеробне в Речицькому повіті Мінського воєводства Великого князівства Литовського. 

### У складі Російської імперії
Після Першого поділу Речі Посполитої (1772) — в складі Російської імперії. З 1775 року село перебувало у володінні фельдмаршала графа Петра Олександровича Рум'янцева-Задунайського. З 1834 року — володіння фельдмаршала графа Івана Федоровича Паскевича. У 1833 році — в Білицькому повіті Могилевської губернії. У 1848 році в Хомінської економії Гомельського маєтку. У 1864 році почало діяти народне училище. У 1897 році хлібозаготівельний магазин, 2 вітряні млини, кузня. У 1908 році в Дятловицькій волості Гомельського повіту Могильовської губернії.

### У складі БРСР
У 1926 році діяли поштовий пункт, початкова школа, лавка. Створено сільськогосподарську артіль біля фільварку. 
З 8 грудня 1926 року по 20 квітня 1939 — центр Жеробнинської сільради.
У 1929 році організований колгосп «Батрак». Працювали 2 вітряні млини та кузня.
Під час німецько-радянської війни в липні 1943 року був скинутий повітряний десант і в селі Чкалове ними був розгромлений нацистський гарнізон. У жовтні 1943 року німецькі окупанти спалили в селі 219 дворів і вбили 18 жителів. На фронтах загинуло 138 жителів села.
У 1948 році початкова школа була перетворена в семирічну. У 1959 році — в складі колгоспу «Дятловичі» з центром в селі Старі Дятловичі. Розміщуються середня школа, бібліотека, клуб, фельдшерсько-акушерський пункт, відділення зв'язку, магазин, лазня. У 1991 році побудовано нова, цегляна, будівля школи.

### У складі Республіки Білорусь
До 31 жовтня 2006 року — центр Дятловицької сільради.
Станом на 2021 рік село Чкалове входить до складу Бобовицької сільської ради.

## Населення

### Чисельність
- 2004 — 232 двори, 542 жителі.

## Відомі уродженці
- Валерій Вікторович Ляшкевич — білоруський художник;
- Самуїл Ільїч Цукарев (1903 — 1965) — радянський воєначальник, генерал-майор.